# Świadkowie Jehowy w Gwinei Bissau

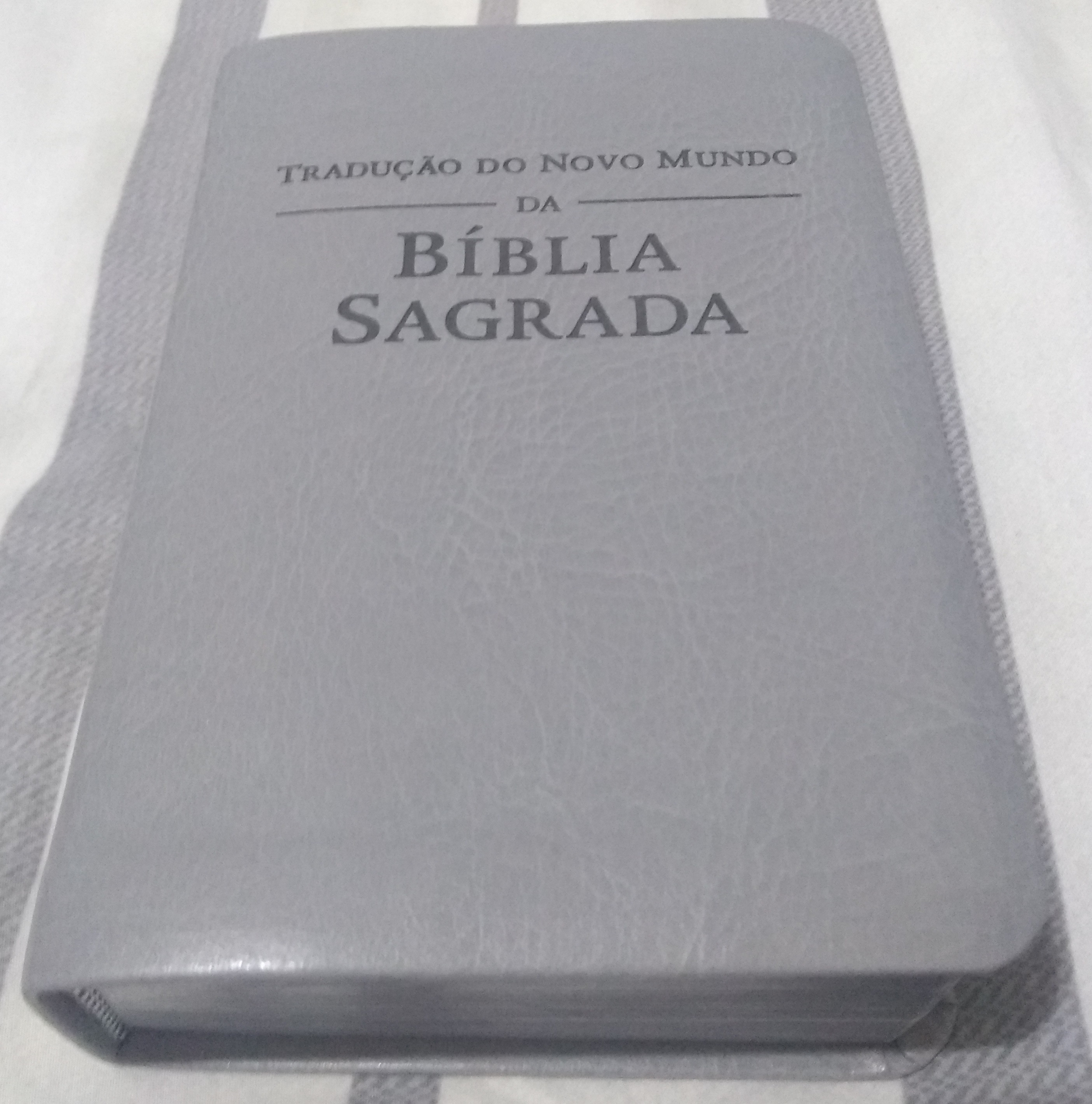
Pismo Święte w Przekładzie Nowego Świata w języku portugalskim (wyd. zrewidowane)

Świadkowie Jehowy w Gwinei Bissau – społeczność wyznaniowa w Gwinei Bissau, należąca do ogólnoświatowej wspólnoty Świadków Jehowy, licząca w 2023 roku 205 głosicieli, należących do 4 zborów. W 2023 roku na dorocznej uroczystości Wieczerzy Pańskiej zgromadziło się 719 osób. Działalność miejscowych głosicieli koordynuje senegalskie Biuro Oddziału.

## Historia
W roku 1969 pierwszy głosiciel złożył sprawozdanie z działalności kaznodziejskiej w tym kraju. W roku 1971 działało 3 głosicieli, a w kwietniu 1976 roku dołączyło do nich dwóch Świadków Jehowy z Portugalii – pionierów specjalnych. W tym samym roku założono 5-osobowy zbór. Rok później 67 osób regularnie spotykało się z tą grupą w celu zaznajomienia się z głoszonym przez nich orędziem. W maju 1977 roku rozpowszechniono 774 publikacje religijne i Biblie. We wrześniu 1977 roku pionierzy zostali wydaleni. W roku 1988 zanotowano liczbę 12 głosicieli, cztery lata później 17, a w 1996 roku – 55. W roku 1999 zanotowano liczbę 111 głosicieli, w tym też roku większość z nich została uchodźcami wojennymi. Wkrótce na nowym terenie zamieszkania zorganizowali zebrania i zaczęli prowadzić działalność kaznodziejską. W roku 2007 zanotowano liczbę 124 głosicieli, a w roku 2009 – 130, którzy prowadzili 418 studiów biblijnych z osobami zainteresowanymi tym wyznaniem. W tym samym roku założono drugi zbór. Sala Królestwa znajduje się w stolicy, w Bissau. W 2020 roku założono czwarty zbór, zanotowano liczbę 211 głosicieli. Zebrania zborowe i kongresy odbywają się w języku portugalskim oraz kreolskim Gwinei Bissau.